# Hämatom

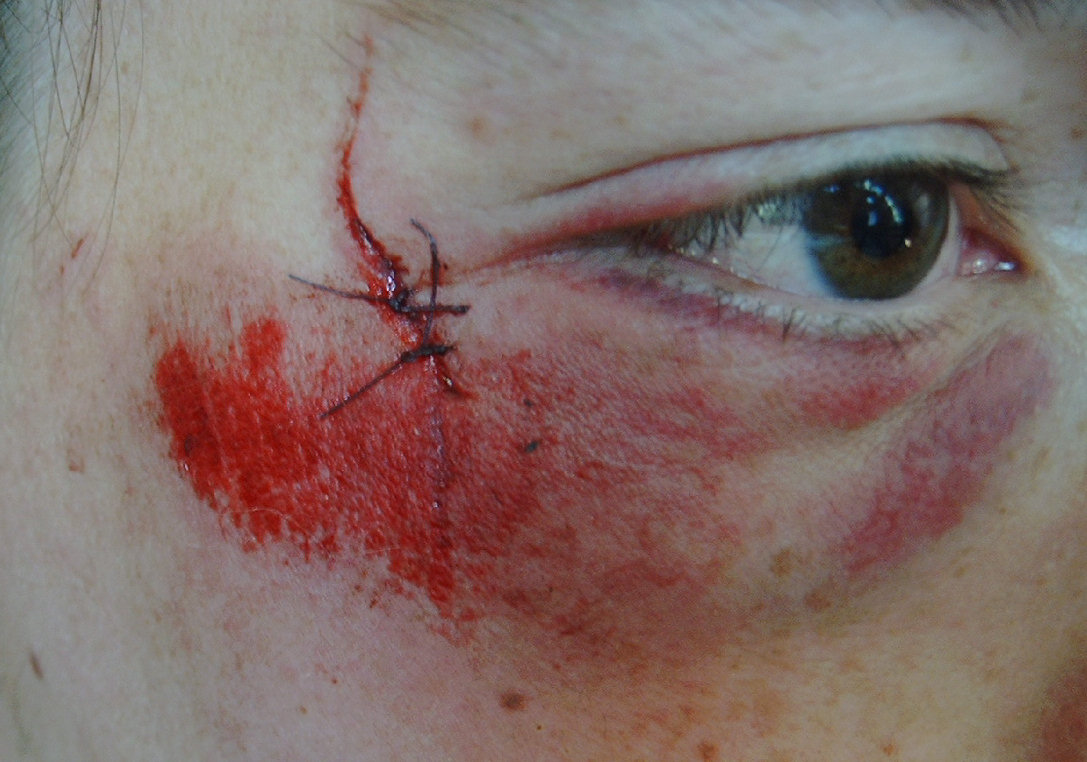
Nasales Hämatom, temporale Hautabschürfung. In der Mitte eine Quetsch-Riss-Wunde, welche mit einer Einzelknopfnaht versorgt wurde.

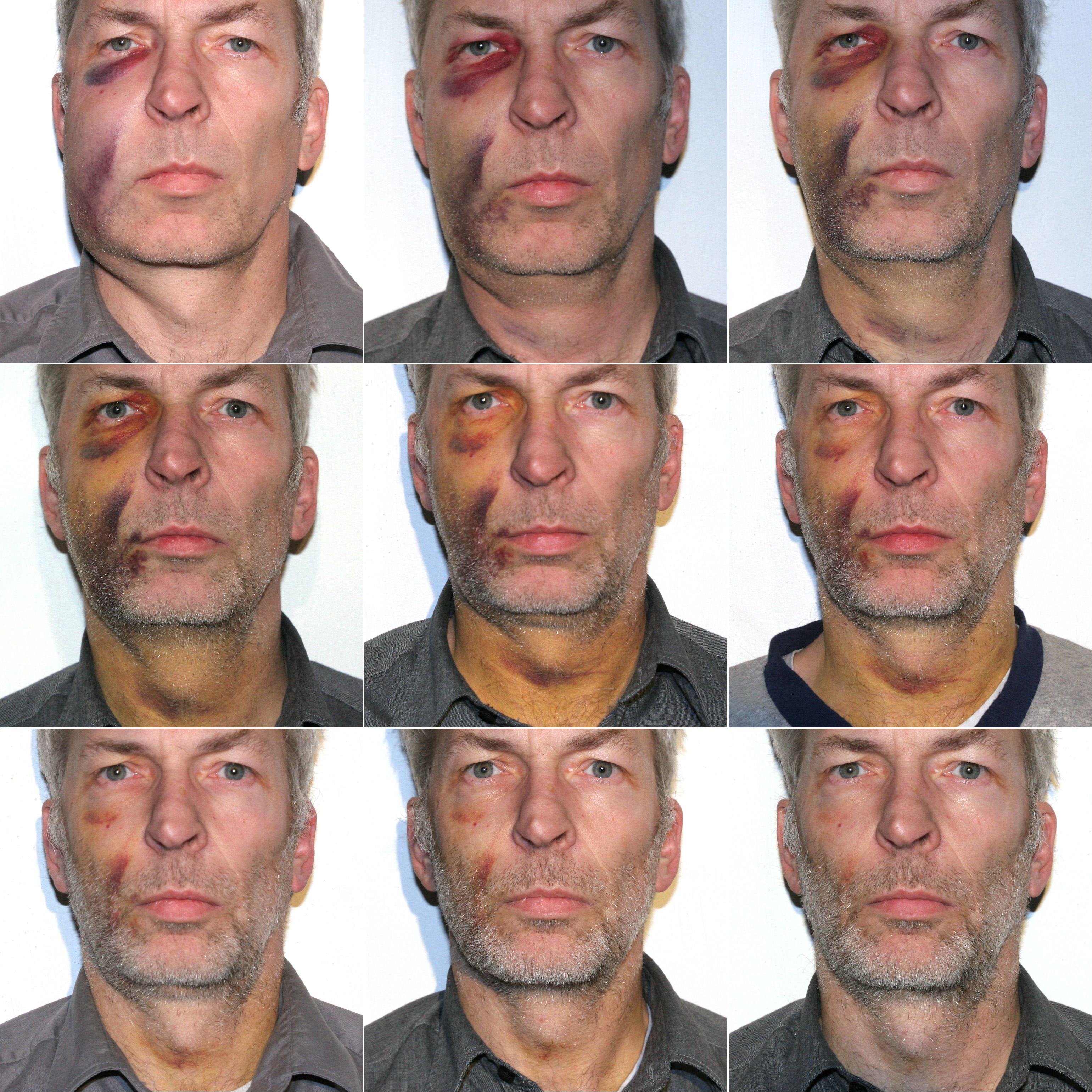
Ödem (Schwellung) und Hämatom nach der Extraktion eines Weisheitszahns (zeitlicher Verlauf über elf Tage)

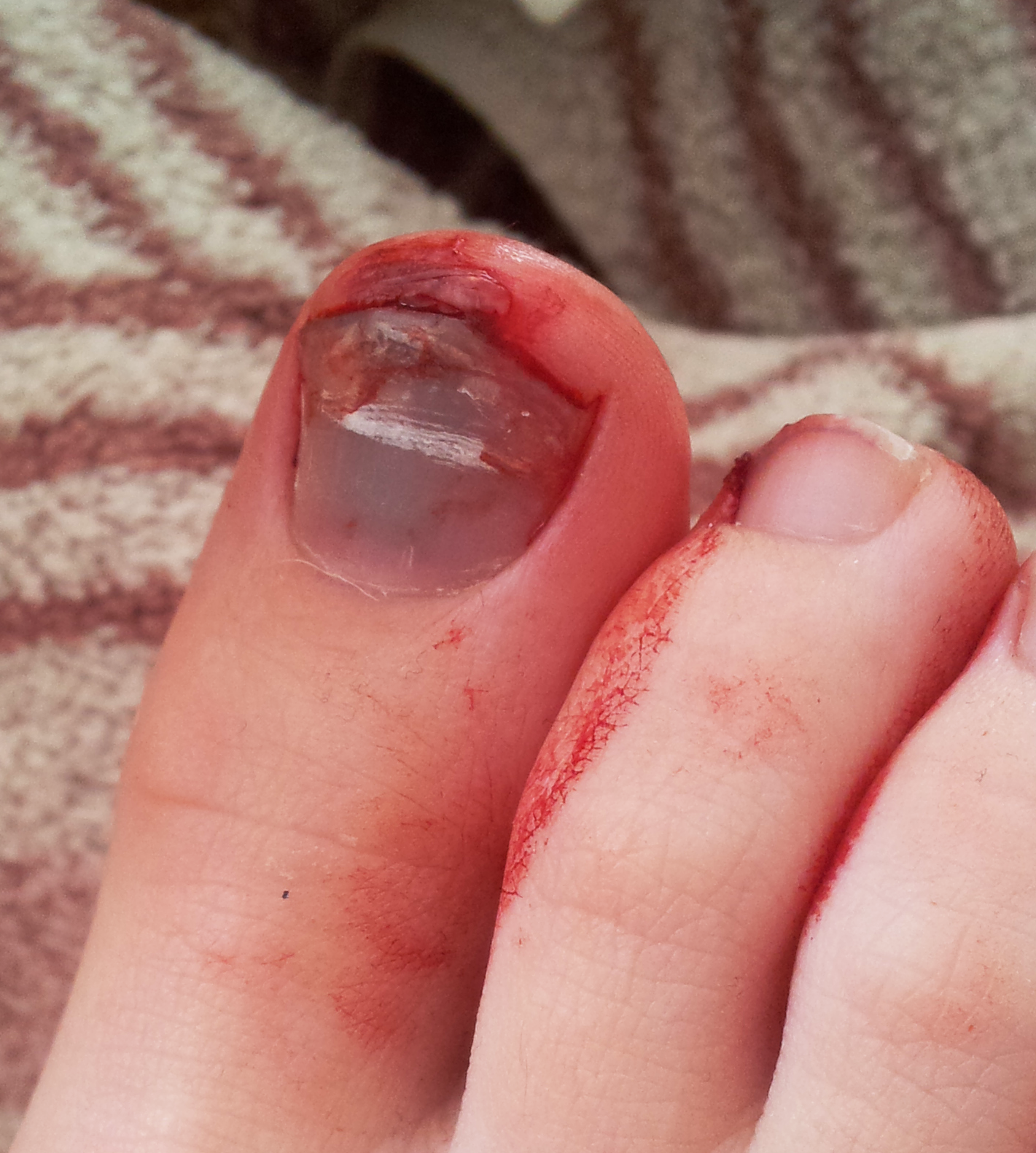
Subunguales Hämatom – Bluterguss unter einem Fußnagel

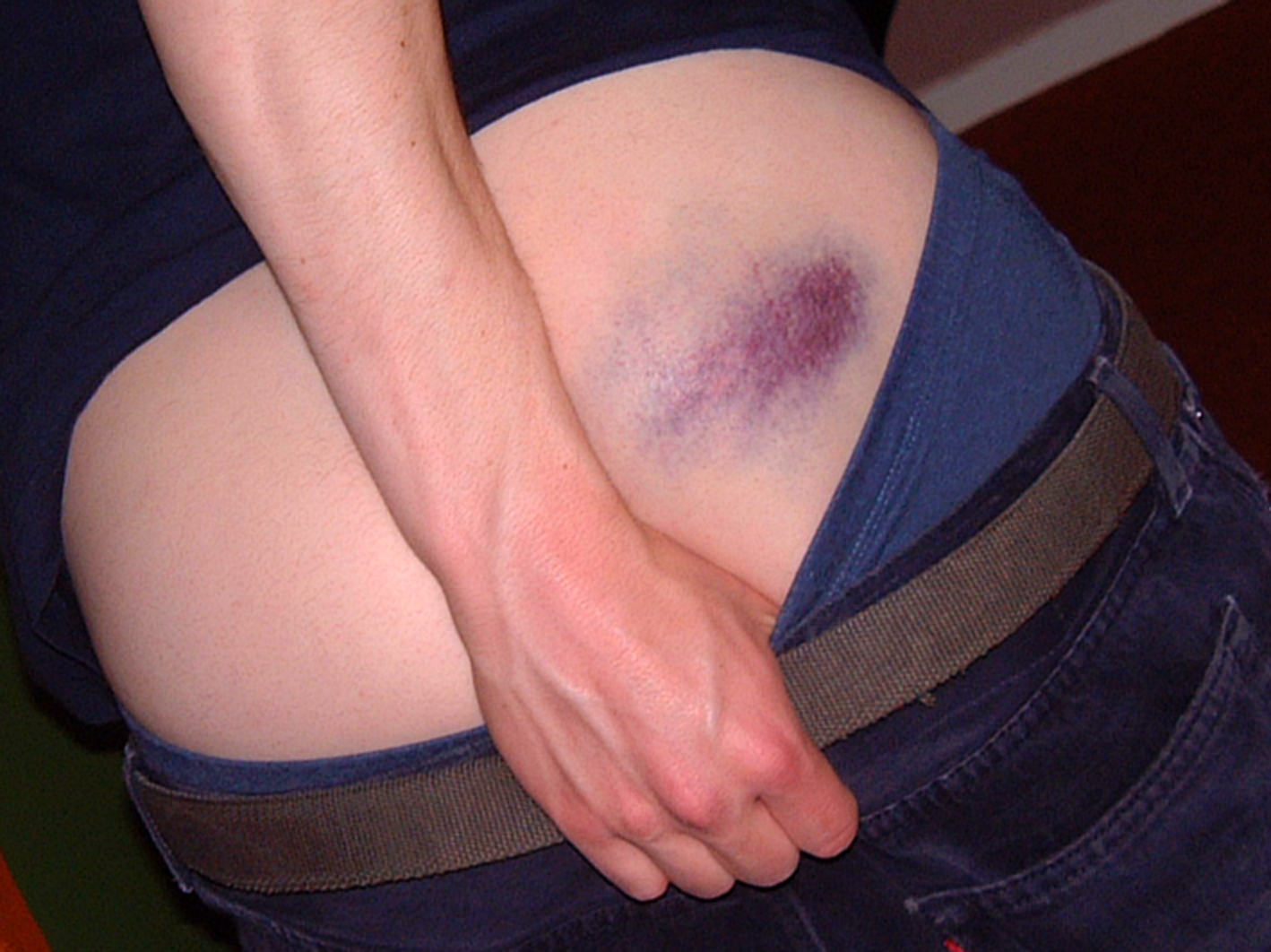
Hämatom am Gesäß als Folge eines Sportunfalls

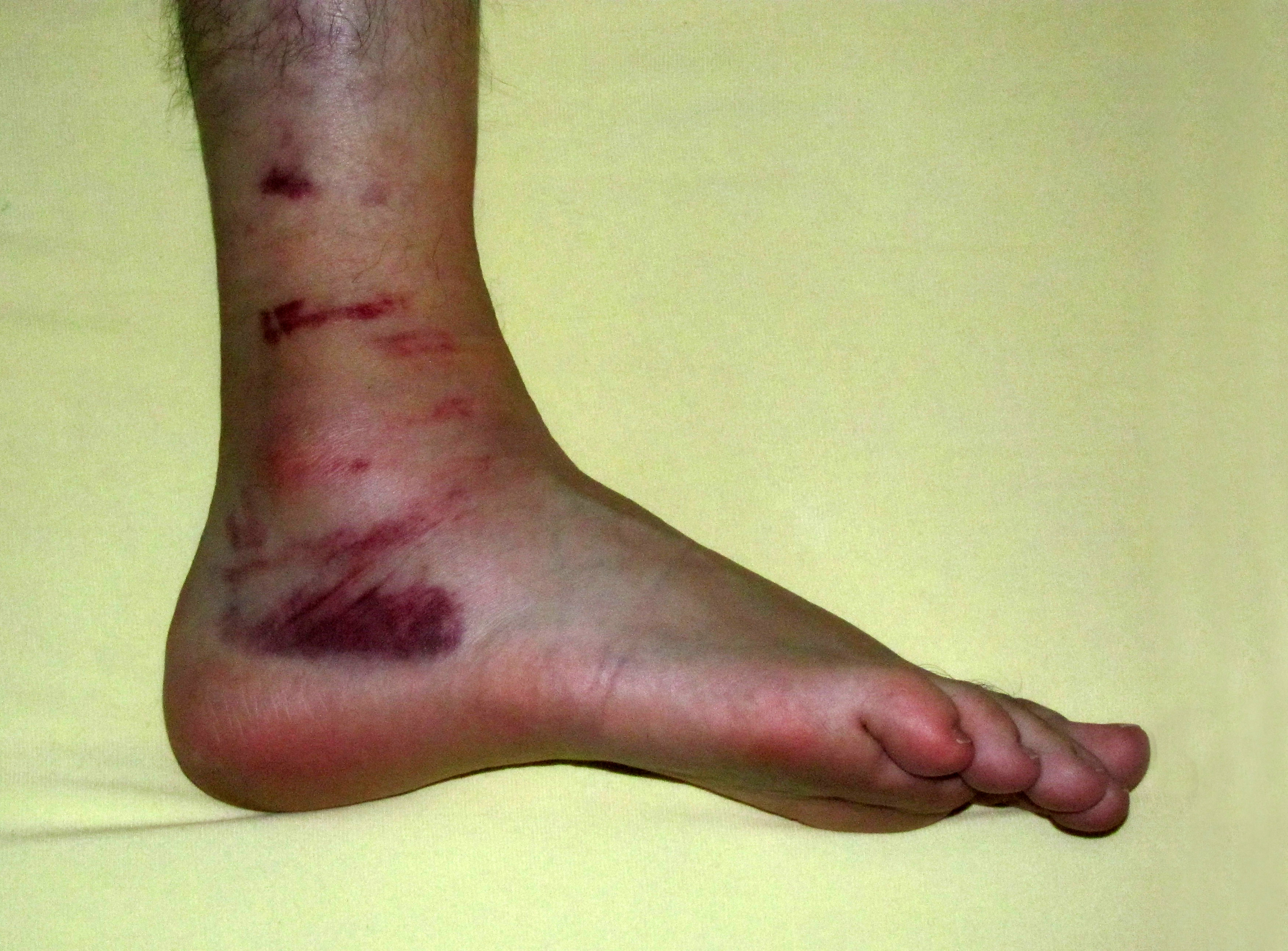
Fuß mit angeschwollenem Knöchel und Hämatom nach einem Bänderriss

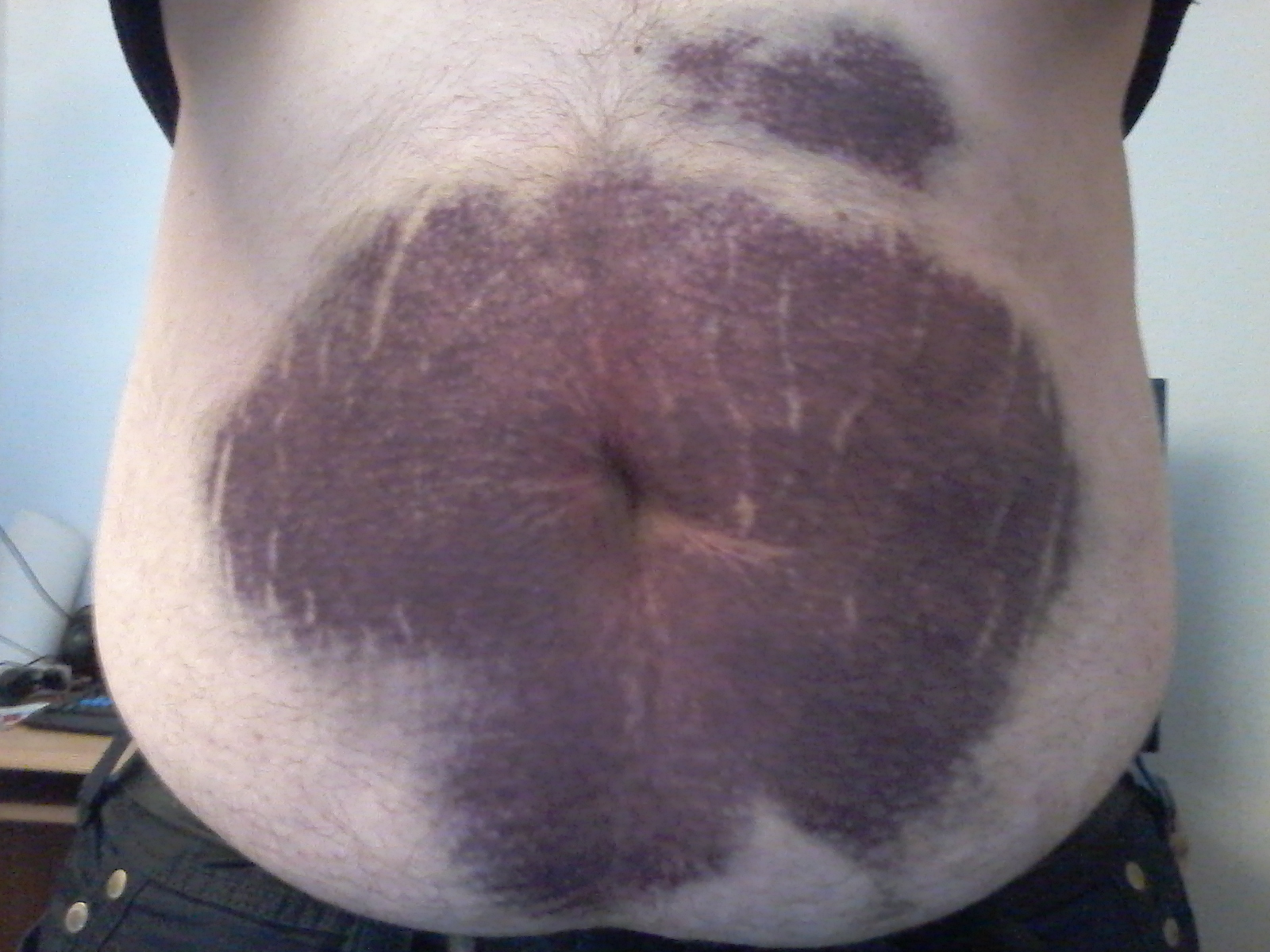
Hämatom am Bauch nach Einwirkung von außen, 24 Stunden danach

Ein Hämatom (von altgriechisch αἷμα haima, deutsch ‚Blut‘ und altgriechisch τομή tome, deutsch ‚Schnitt, Hieb‘) ist ein Blutaustritt aus verletzten Blutgefäßen im Körpergewebe oder eine Blutansammlung in einer vorbestehenden Körperhöhle. Ein Hämatom wird je nach Lokalisation und Ausmaß auch Bluterguss, Suffusion, Sugillation, blauer Fleck oder (am Auge) Veilchen genannt.
Die Suffusion oder Blutunterlaufung ist eine flächenhafte Haut- oder Schleimhautblutung nach Verletzung oder bei hämorrhagischer Diathese.
Der meist dasselbe in geringerem Umfang bezeichnende Begriff Sugillation wird auch als flächenhafter und bis zu 30 mm großer Austritt von Blut aus den Kapillargefäßen (Diapedese) in die Haut (Hautblutung) definiert. Sie tritt vor allem bei Koagulopathie (Gerinnungsstörungen) auf.
Als Folgen der Einwirkung stumpfer Gewalt auf den Körper mit länglichen Gegenständen ohne scharfe Kanten auf die Haut entstehen Striemen.
Ein sogenannter Knutschfleck ist eine hypobare (durch Unterdruck erzeugte) Sugillation.

## Ursache und Verlauf
Hämatome sind meist Blutungsereignisse im subkutanen Bereich, die durch Gewalteinwirkung von außen entstehen, z. B. Stoß, Schlag, Sturz oder nach einer Operation. Sie können stark anschwellen und sehr schmerzhaft sein. Sie können jedoch auch im Falle einer Hämophilie ohne direktes Trauma auftreten. Im Regelfall heilt ein Bluterguss von selbst im Laufe von zwei bis drei Wochen ab. Im Laufe der Heilung treten verschiedene Farben auf, weil die Blutrückstände vom Körper abgebaut werden. Die Phasen sind folgendermaßen zu erklären:
1. Rot: die kleinen Gefäße (Kapillaren) platzen auf und das Blut (rot durch Hämoglobin) tritt ins Gewebe.
2. Dunkelrot-Blau: das Blut gerinnt.
3. Braun-Schwarz: enzymatischer Abbau des Hämoglobins zu Choleglobin/Verdoglobin (Gallenfarbstoff).
4. Dunkelgrün: enzymatischer Abbau des Hämoglobins zu Biliverdin (Gallenfarbstoff) durch die Hämoxygenase (NADPH/H-abhängig).
5. Gelb-Braun: enzymatischer Abbau des Hämoglobins zu Bilirubin (Gallenfarbstoff) durch die Biliverdin-Reduktase (NADP/H-abhängig).

Durch sofortiges Kühlen der verletzten Stelle lassen sich der Schmerz und die Ausbreitung eindämmen, weil sich die Blutgefäße dabei zusammenziehen und somit weniger Blut austritt.
Stark anschwellende Hämatome bedürfen schneller ärztlicher, meist operativer Behandlung, um Nekrosen und Hautverlust zu vermeiden.
Hämatome kann man nach ihrer Lage unterscheiden:
- direkt unter der Haut (subkutaner Bluterguss)
- im Muskelgewebe (intramuskulärer Bluterguss)
- in bzw. unter der Knochenhaut (periostaler Bluterguss)
- in bestimmten Körperteilen (etwa in Gelenken oder im Gehirn)
- unter einem Finger- oder Zehennagel (subunguales Hämatom, Nagelhämatom[5])

Ein Hämatom unter der Knochenhaut geht mit einem heftigen Schmerz einher; mittelfristig kann es zu druckempfindlichen, u. U. dauerhaft bestehen bleibenden, tastbaren Verhärtungen kommen. Für die Erstversorgung ist die PECH-Regel (Pause – Eis – Compression – Hochlagern) zu beachten; evtl. ist eine gerinnungshemmende Salbe einzusetzen. Es kommt häufig beim Schienbein vor, da der Knochen bei einer Prellung, wie sie etwa durch einen Schlag mit einem kantigen Gegenstand oder durch einen Sturz gegen eine Treppenkante geschieht, kaum durch zwischenliegendes Gewebe oder Muskeln geschützt ist.
Gefährlich werden Hämatome im Gehirnbereich (siehe Hirnblutung) sowie innere Hämatome, ebenso bei der Bluterkrankheit oder bei Einnahme von gerinnungshemmenden („blutverdünnenden“) Medikamenten (z. B. Marcumar). In letzterem Falle können Hämatome bereits durch ein Bagatelltrauma bzw. eine Läsion ausgelöst werden. Auch in den (tragenden) Gelenken wie Knie, Sprunggelenk, Hüfte können blutige Gelenkergüsse entstehen und bei wiederholtem Auftreten die Entstehung einer Arthrose begünstigen. Hämatome in Muskellogen, verursacht z. B. durch einen „Pferdekuss“, können zu einem Kompartmentsyndrom führen und im Extremfall eine Fasziotomie erforderlich machen.
Beim Krankheitsverlauf des Myelodysplastischen Syndroms treten am ganzen Körper immer mehr Hämatome auf.

## Rechtsmedizin
In der Rechtsmedizin sind Suffusionen aus drei Gründen von Bedeutung:

### Altersbestimmung
Die Blutunterlaufung verfärbt sich im Laufe der Zeit und nimmt die folgenden Farben an:
dunkel-blauviolett (1.–5. Tag), grünlich (6.–8. Tag), gelblich (ab 8. Tag).

### Vitale oder postmortale Entstehung
Suffusionen können auch postmortal entstehen, liegen dann jedoch meist an Stellen mit lockerem Zellverband und äußerst selten in festem Muskelgewebe. Farbveränderungen wie oben beschrieben deuten immer auf eine vitale Reaktion hin. Auf diese Weise können in der Rechtsmedizin die Lage des Opfers bzw. Unfallkinematik festgestellt werden.

### Rückschluss auf das Tatwerkzeug
Manchmal kann es durch Blutverschiebungen in das umliegende Gewebe zu Abdrücken des Tatwerkzeuges kommen, so z. B. bei Stockhieben (helle Aussparung zwischen den parallel verlaufenden Streifen).